# Драматургия кухонной мойки
Драматургия кухонной мойки (англ.  kitchen sink drama, kitchen sink realism), также Школа кухонной раковины (Kitchen Sink School) — термин, описывающий движение в культуре Великобритании и США, которое существовало в конце 1950 — середине 1960-х годов в театре, литературе, кинематографе и на телевидении этой страны. Его последователи характеризуются использованием стилистики социального реализма и углублённым рассмотрением внутренних проблем рабочего класса Великобритании, набирающем в этот период своё общественно-политическое влияние. Следует дифференцировать ряд понятий, которые в современных популярных периодических изданиях необоснованно отождествляются. Драматургия кухонной мойки — лишь одно из направлений социального реализма, последний же термин характеризует движение в мировой культуре со значительно более широким географическим и временным охватом. С другой стороны, если Британская новая волна имеет отношение к творчеству британских кинематографистов, а движение Рассерженных молодых людей — к литературе и театру, то драматургия кухонной мойки характерна для всех перечисленных видов искусства.

## Возникновение термина
Термин «kitchen sink» относительно произведения искусства впервые был использован в 1954 году в названии статьи критика Дэвида Сильвестра, посвящённой работам английского художника Джона Бретби. Тот в своём творчестве действительно часто использовал в качестве отображаемых объектов кухонные интерьеры и предметы повседневного быта. C 1955 года этот термин стал применяться к телевизионным постановкам в прямом эфире (как в Великобритании, так и в США), посвящённым жизни и быту рядовых граждан страны. Одновременно использовались и другие названия: «драматургия самокопания» (англ. drama of introspection), «драматургия замочной скважины» (англ. drama of keyhole). В определённом смысле они несли иронично-негативную оценку. Позже понятие прочно закрепилось за целым циклом драматических произведений. Советский критик Валерий Турицын, с участием отзывавшийся о «проблемах существования простого человека в послевоенной Англии», назвал иронию буржуазных рецензентов «реакцией „высоколобых“ критиков на новое в репертуаре».
В русскоязычных источниках встречается вариант перевода Драматургия (или реализм) кухонных раковин.

## История развития
Обозреватель «Guardian» Питер Брэдшоу считает, что своими корнями «драматургия кухонной мойки» уходит во французский поэтический реализм. Он выстраивает прямую, художественно-преемственную, на его взгляд, последовательность трёх фильмов: «Дети райка» (Марсель Карне, 1945 год) — «В воскресенье всегда идёт дождь» (Роберт Хеймер, 1947 год) — «В субботу вечером, в воскресенье утром» (Карел Рейш, 1960 год).
Дальнейшее развитие данного направления в кинематографе см. Британская новая волна
В изобразительном искусстве последователи данного течения были объединены в группу «Школа кухонной мойки» (сохраняя при этом приверженность художественным приёмам экспрессионизма). Эдвард Миддлдич, один из основателей направления, писал:

Дело в том, что мы рисуем то, что видим вокруг себя. Но стараемся придать этому новое видение.
В литературе авторы, разделяющие описываемые социальные взгляды, получили название «Рассерженные (или сердитые) молодые люди». Хотя направление идейно начало формироваться ещё в начале 1950-х годов (например, само это название заимствовано от автобиографической книги Лесли Пола «Angry young man» 1951 года), безусловное его становление относится к 1956 году, когда была опубликована и поставлена пьеса Джона Осборна «Оглянись во гневе»